# Nicolas Hayek
Nicolas George Hayek, född 19 februari 1928 i Beirut, Libanon, död 28 juni 2010 i Biel, kantonen Bern, var en schweizisk entreprenör och företagsledare, grundare av Swatch.
Hayek ligger också bakom Smart.